# Волжанка (кондитерская фабрика)
Волжанка — крупное российское предприятие по производству кондитерских изделий, расположенное в городе Ульяновск.
Адрес: Ульяновск, проспект Гая, 81.

## История
Первые сведения о кондитерской фабрике в городе Ульяновске имеются в Постановлении Бюро ЦК КПСС по РСФСР от 2 сентября 1964 года № 1160 «О развитии промышленности и городского хозяйства г. Ульяновска в 1964—1970 гг.», где предусматривалось строительство кондитерской фабрики, завода по розливу вина и городского молочного завода с холодильником. 31 января 1974 года Ульяновская кондитерская фабрика Минпищепрома РСФСР мощностью 10 тыс. тонн кондитерских изделий в год и производству шоколадных полуфабрикатов в количестве 1 тыс. тонн в год была принята в эксплуатацию.
Первая продукция фабрики — шоколадные конфеты «Ассорти» — были произведены 5 марта 1974 года к Международному женскому Дню 8 марта. В 1976 году на предприятии внедрялась система бездефектного изготовления продукции — сдача её Отделу технического контроля с первого предъявления. В январе 1982 года «Волжанке» был поставлен план поставки на экспорт ста тонн карамели в завертке, что свидетельствовало о выходе на международный рынок. В 1980-е годы продукция фабрики отгружалась почти в 50 регионов Советского Союза и среднеазиатские республики.
После распада СССР проблемы промышленного производства в России коснулись и кондитерской фабрики «Волжанка». Производство было сокращено, но коллектив фабрики сохранился. До 1993 года фабрика оставалась государственным предприятием, а в декабре 1992 года она была переименована в открытое акционерное общество кондитерская фабрика «Волжанка». С пришедшим на пост директора А. Н. Ревенковым началась модернизация фабрики: устанавливалось новое импортное оборудование, расширялся ассортимент продукции. По итогам 1996 года на «Волжанке» выпускалось до 150 наименований кондитерских изделий. В сентябре 1997 года предприятие было удостоено международного сертификата качества ИСО-9000.
В январе 2007 года ОАО Кондитерская фабрика «Волжанка» была реорганизована путем присоединения к ОАО Кондитерское объединение «СладКо» и переименована в Ульяновский филиал ОАО Кондитерское объединение «СладКо». В феврале 2015 года кондитерская фабрика «Волжанка» вместе с кондитерской фабрикой «Конфи» (Екатеринбург) и кондитерской фабрикой имени Н. К. Крупской (Санкт-Петербург) вошла в кондитерское объединение «Славянка».